# Jean-Noël Aletti
Jean-Noël Aletti (Groslay, 14 novembre 1942) è un presbitero e biblista francese dell'Ordine dei Gesuiti.
Docente del Pontificio Istituto Biblico di Roma, è stato membro della Pontificia commissione biblica dal 2002 al 2013, della Pontificia accademia di teologia e della Facoltà gesuitica del Centre Sèvres.
Pupillo di Stanislas Lyonnet, lo ha definito come «uomo tra i più liberi che abbia conosciuto», e anche per questo una vera «icona del Vangelo».
Dal 2004 al 2018 è stato presidente dell'Associazione biblica francese (Association catholique française pour l'étude de la Bible, ACFEB).